# Saint-Romain-de-Jalionas
Saint-Romain-de-Jalionas ist eine französische Gemeinde mit 3405 Einwohnern (Stand: 1. Januar 2022) im Département Isère in der Region Auvergne-Rhône-Alpes. Tignieu-Jameyzieu liegt im Arrondissement La Tour-du-Pin und im Kanton Charvieu-Chavagneux. Die Einwohner werden Jalioromain(e)s genannt.

## Geographie
Die Gemeinde liegt etwa 30 Kilometer östlich von Lyon an der Rhône. Umgeben wird Saint-Romain-de-Jalionas von den Nachbargemeinden Loyettes im Norden, Vernas im Nordosten, Leyrieu im Osten, Crémieu im Südosten, Villemoirieu im Süden, Tignieu-Jameyzieu im Westen und Südwesten sowie Chavanoz im Nordwesten.

## Bevölkerungsentwicklung
| Jahr                       | 1962 | 1968 | 1975 | 1982 | 1990 | 1999 | 2006 | 2017 |
| -------------------------- | ---- | ---- | ---- | ---- | ---- | ---- | ---- | ---- |
| Einwohner                  | 601  | 659  | 1179 | 1816 | 2461 | 2749 | 2993 | 3288 |
| Quellen: Cassini und INSEE |      |      |      |      |      |      |      |      |

## Verkehr
Saint-Romain-de-Jalionas hatte im Ortsteil Barens seit 1881 einen Bahnhof an der inzwischen abgebauten Bahnstrecke von Lyon nach Aoste-Saint-Genix (Chemin de fer de l'Est de Lyon). Der Personenverkehr wurde 1947 eingestellt.

## Sehenswürdigkeiten
- Kirche Saint-Romain

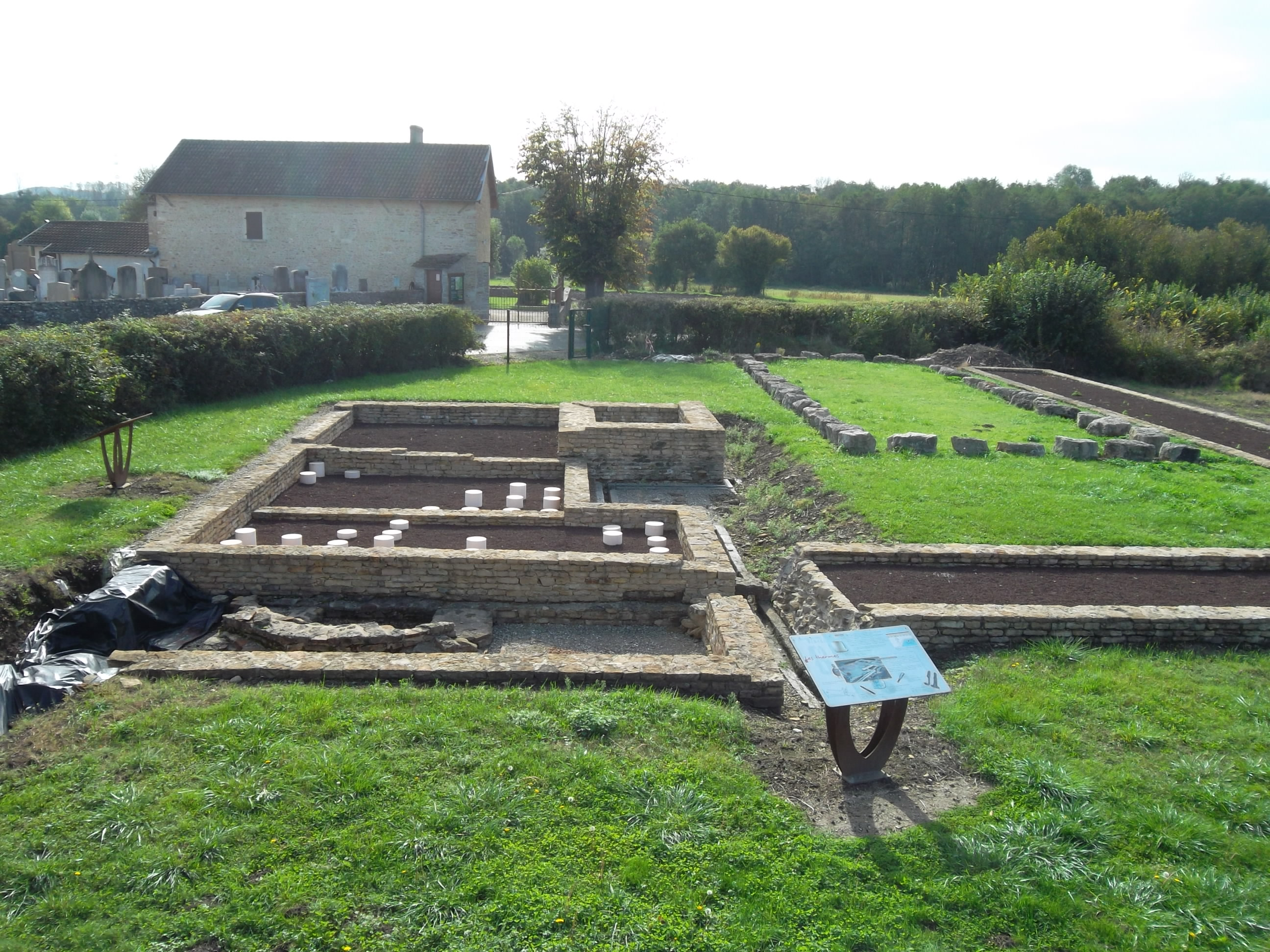
Archäologische Grabungsstelle bei Vernay

- Gallorömische Villa rustica von Vernay mit Hypocaustum, vermutlich um 40 vor Christus entstanden
- Mühle von Peillard, vorhanden seit dem Mittelalter, dokumentiert auf der Cassini-Karte des 18. Jahrhunderts am Girondan

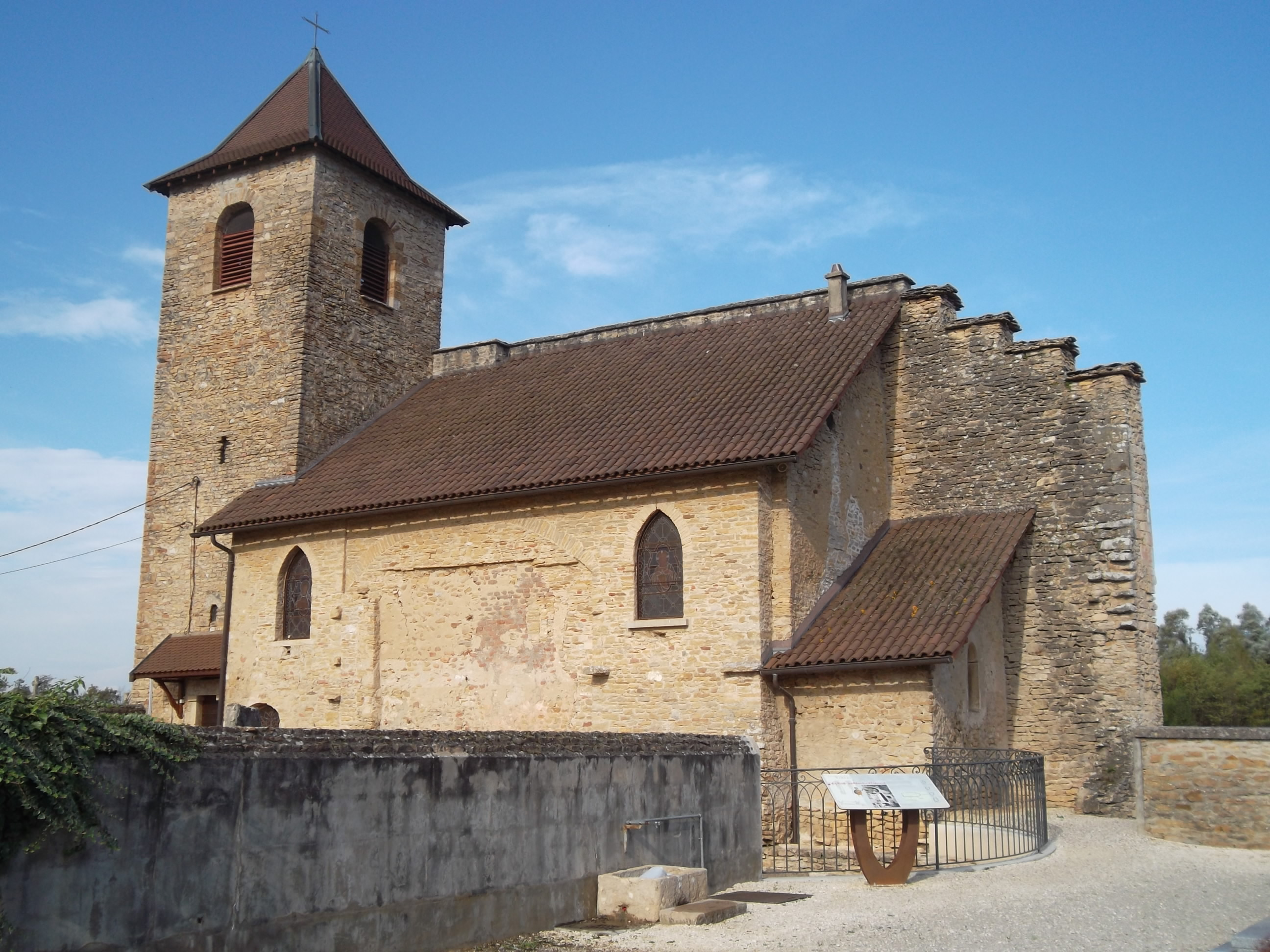
Kirche Saint-Romain